# Herrarnas fristående i gymnastik vid olympiska sommarspelen 1984
Herrarnas fristående i gymnastik vid olympiska sommarspelen 1984 avgjordes den 29 juli till 4 augusti i Los Angeles.

## Medaljörer
| Gren                 | Guld         | Silver       | Brons                      |
| Herrarnas fristående | Li Ning Kina | Lou Yun Kina | Koji Sotomura Japan        |
| Herrarnas fristående | Li Ning Kina | Lou Yun Kina | Philippe Vatuone Frankrike |

## Resultat
| Placering | Gymnast                | C     | O     | Kval  | Final  | Totalt |
| --------- | ---------------------- | ----- | ----- | ----- | ------ | ------ |
|           | Li Ning (CHN)          | 9,900 | 9,950 | 9,925 | 10,000 | 19,925 |
|           | Lou Yun (CHN)          | 9,950 | 9,900 | 9,925 | 9,850  | 19,775 |
|           | Koji Sotomura (JPN)    | 9,800 | 9,900 | 9,850 | 9,850  | 19,700 |
|           | Philippe Vatuone (FRA) | 9,800 | 9,900 | 9,850 | 9,850  | 19,700 |
| 5         | Bart Conner (USA)      | 9,950 | 9,900 | 9,925 | 9,750  | 19,675 |
| 6         | Valentin Pintea (ROU)  | 9,800 | 9,800 | 9,800 | 9,800  | 19,600 |
| 7         | Peter Vidmar (USA)     | 9,800 | 9,800 | 9,800 | 9,750  | 19,550 |
| 8         | Koji Gushiken (JPN)    | 9,800 | 9,900 | 9,850 | 9,600  | 19,450 |